# Ignacio Plaza Jiménez
Ignacio „Nacho“ Plaza Jiménez (* 10. Januar 1994 in Ciudad Real) ist ein spanischer Handballspieler, der auf der Spielposition Kreisläufer eingesetzt wird.

## Vereinskarriere
Ignacio Plaza spielte bei BM Ciudad Real, für den er in der Saison 2010/2011 in der Liga Asobal debütierte und in zwei Partien der Saison 2010/11 in der EHF Champions League auflief. In der Saison 2012/2013 gehörte der 1,95 Meter große Kreisläufer dem Kader des spanischen Erstligisten BM Ciudad de Guadalajara an, von dort wechselte er zu BM Puerto Sagunto.
Zur Saison 2015/16 wechselte er zum deutschen Bundesligisten Füchse Berlin, bei dem er einen Dreijahresvertrag unterschrieb. Mit den Füchsen wurde er Vereinsweltmeister 2015 und 2016. Während der Saison 2017/18 erlitt er einen Kreuzbandriss und musste den Sieg seiner Füchse im EHF-Pokal von der Tribüne aus verfolgen. Nach dem Ende seines Vertrags in Berlin zunächst vereinslos, stand er ab August 2018 beim SC Magdeburg unter Vertrag.
Im Jahr 2019 wechselte Ignacio Plaza Jiménez zum griechischen Verein AEK Athen. Mit AEK gewann er 2020 und 2021 die griechische Meisterschaft sowie 2021 den griechischen Pokal und den EHF European Cup.
Im Sommer 2022 schloss er sich dem portugiesischen Erstligisten FC Porto an, mit dem er 2023 die portugiesische Meisterschaft gewann.
Zur Saison 2024/2025 wechselte er nach Ungarn zum Erstligisten Tatabánya KC.
Saisonbilanzen
| Saison    | Verein                    | Spielklasse             | Spiele | Tore | Anmerkungen                                                           |
| --------- | ------------------------- | ----------------------- | ------ | ---- | --------------------------------------------------------------------- |
| 2010/2011 | BM Ciudad Real            | Liga Asobal             | 03     | 06   |                                                                       |
| 2011/2012 | BM Ciudad Real (B)        | División de Honor Plata | ?      | ?    |                                                                       |
| 2012/2013 | BM Ciudad de Guadalajara  | Liga Asobal             | 30     | 05   |                                                                       |
| 2013/2014 | BM Puerto Sagunto         | Liga Asobal             | 30     | 123  |                                                                       |
| 2014/2015 | Fertiberia Puerto Sagunto | Liga Asobal             | 27     | 131  |                                                                       |
| 2015/2016 | Füchse Berlin             | Bundesliga              | 27     | 017  |                                                                       |
| 2016/2017 | Füchse Berlin             | Bundesliga              | 34     | 043  |                                                                       |
| 2017/2018 | Füchse Berlin             | Bundesliga              | 09     | 013  |                                                                       |
| 2018/2019 | SC Magdeburg              | Bundesliga              | 31     | 021  |                                                                       |
| 2019/2020 | AEK Athen                 | Handball Premier        | ?      | ?    | er warf in vier Spielen in der EHF-Challenge-Cup-Saison zehn Tore     |
| 2020/2021 | AEK Athen                 | Handball Premier        | ?      | ?    |                                                                       |
| 2021/2022 | AEK Athen                 | Handball Premier        | ?      | ?    | er warf in zehn Spielen in der EHF-European-League-Saison 32 Tore     |
| 2022/2023 | FC Porto                  | Andebol 1               | 25     | 056  | er warf in zwölf Spielen in der EHF-Champions-League-Saison zehn Tore |
| 2023/2024 | FC Porto                  | Andebol 1               | 19     | 050  | er warf in 13 Spielen in der EHF-Champions-League-Saison 38 Tore      |
| 2024/2025 | Tatabánya KC              | NB 1                    |        |      |                                                                       |

## Auswahlmannschaften
Plaza stand mehrfach in Nachwuchsauswahlmannschaften der RFEBM.
Er debütierte mit der promesas-Auswahl am 12. März 2011.
Am 21. Mai 2010 bestritt er das erste von insgesamt 50 Spielen für die spanische Jugend-Nationalmannschaft, in diesen Spielen erzielte er 110 Tore. Mit der Jugendauswahl nahm er an der U-18-Europameisterschaft 2010 (2. Platz), der U-19-Weltmeisterschaft 2011 (2. Platz) und an der U-19-Weltmeisterschaft 2013 (4. Platz) teil.
Für die spanische Juniorennationalmannschaft lief Plaza ab dem 22. Juni 2012 bis zum 1. August 2015 in insgesamt 57 Spielen auf und erzielte dabei 116 Tore. Er stand mit dem Team bei der U-20-Europameisterschaft 2012 (1. Platz), der U-21-Weltmeisterschaft 2013 (2. Platz), der U-20-Europameisterschaft 2014 (3. Platz) und bei der U-21-Weltmeisterschaft 2015 (7. Platz) auf dem Feld.

## Erfolge
- 2. Platz U-18-Europameisterschaft 2010
- 2. Platz U-19-Weltmeisterschaft 2011
- Vereinsweltmeister 2015 und 2016
- 1. Platz U-20-Europameisterschaft 2012
- 2. Platz U-21-Weltmeisterschaft 2013
- 3. Platz U-20-Europameisterschaft 2014, Wahl in das All-Star-Team[13]
- griechische Meisterschaft 2020 und 2021
- EHF European Cup 2021
- portugiesische Meisterschaft 2023